# Supercoppa russa 2023 (pallavolo femminile)
La Supercoppa russa 2023, 6ª edizione della Supercoppa nazionale di pallavolo femminile, si è svolta il 16 ottobre 2023: al torneo hanno partecipato due squadre di club russe e la vittoria finale è andata per la terza volta alla Dinamo Mosca.

## Formula
La formula ha previsto una gara unica.

## Squadre partecipanti
| Squadra               | Qualificazione                                    |
| --------------------- | ------------------------------------------------- |
| Dinamo Mosca          | Vincitrice Coppa di Russia 2022/Superliga 2022-23 |
| Lokomotiv Kaliningrad | Finale play-off scudetto Superliga 2022-23        |

## Torneo
| 16 ottobre 2023 Dvorec Sporta Dinamo, Mosca Durata: ? - Spettatori: ? | Dinamo Mosca | 3 - 0 | Lokomotiv Kaliningrad | 25-11, 25-14, 25-22 |